# Sokotokalifatet
Sokotokalifatet var ett rike beläget i nuvarande Kamerun, Burkina Faso, Niger och Nigeria, omfattande de s. k. Hausa-staterna.
Dess gränser var: i norr Aïrs högland, i väster riket Gando, i söder floden Binuë och i öster riket Bornu. 
Landet var i de södra och mellersta delarna uppfyllt av berg, men bildade för övrigt en vågformig, särdeles fruktbar slätt. Klimatet var tropiskt. Förnämsta produkter var bomull och indigo samt järn. Befolkningen uppgick till omkring 9 miljoner personer samt utgjorde huvudsakligast av hausa och fulbe.
De förra var det härskande folket till 1807, då de störtades av de framträngande fulbe, ur vilkas stora välde riket Sokoto bildades 1816. Huvudstäder var Sokoto, (omkring 22 000 invånare) och Vurno, båda i rikets nordvästra del.
För Sokotokalifatet var en primär inkomst och källa till arbetskraft slavar. Fulanikrigare sålde sina krigsfångar i slaveri i städerna som sen blev satt i arbete på gårdar och gods som ägdes av den lokala adeln eller köpmän. En annan viktig del av ekonomin var textilnäringen och bomull kultiverades för användning därtill.